# Titularbistum Diana
Koordinaten: 35° 46′ 46″ N, 6° 4′ 30″ O
Diana ist ein Titularbistum der römisch-katholischen Kirche.
Es geht zurück auf einen antiken Bischofssitz in Diana Veteranorum (heute Aïn Zana), eine Stadt, die sich in der römischen Provinz Numidien im heutigen Algerien befand.
| Titularbischöfe von Diana |                                 |                                                             |                  |                   |
| Nr.                       | Name                            | Amt                                                         | von              | bis               |
| 1                         | Tomasz Franciszek Czapski OCist | Koadjutorbischof von Kulm (Polen)                           | 1. Juli 1726     | 6. Dezember 1730  |
| 2                         | Hugh MacDonald                  | Apostolischer Vikar des Highland Districts (Großbritannien) | 12. Februar 1731 | 12. März 1773     |
| 3                         | Andreas Stanislaus von Hatten   | Weihbischof in Ermland (Königreich Preußen)                 | 11. August 1800  | 2. Oktober 1837   |
| 4                         | Daniel Latussek                 | Weihbischof in Breslau (Königreich Preußen)                 | 12. Februar 1838 | 17. August 1857   |
| 5                         | Félix Biet MEP                  | Apostolischer Vikar von Tibet (China)                       | 23. Juli 1878    | 9. September 1901 |
| 6                         | Charles Eugène Parent           | Weihbischof in Rimouski (Kanada)                            | 11. März 1944    | 2. März 1951      |
| 7                         | Gérard Mongeau OMI              | Prälat von Cotabato (Philippinen)                           | 27. März 1951    | 12. Juni 1976     |
| 8                         | Jacques Louis Léon Delaporte    | Weihbischof in Nancy (Frankreich)                           | 22. Juni 1976    | 25. März 1980     |
| 9                         | Raymond Saint-Gelais            | Weihbischof in Saint-Jérôme (Kanada)                        | 5. Juli 1980     | 19. Februar 1988  |
| 10                        | Marcel Perrier                  | Weihbischof in Chambéry (Frankreich)                        | 15. April 1988   | 16. Mai 2000      |
| 11                        | Alfonso Milián Sorribas         | Weihbischof in Saragossa (Spanien)                          | 9. November 2000 | 11. November 2004 |
| 12                        | Pierre-André Fournier           | Weihbischof in Québec (Kanada)                              | 11. Februar 2005 | 3. Juli 2008      |
| 13                        | Thomas Löhr                     | Weihbischof in Limburg (Deutschland)                        | 15. Juni 2009    |                   |